# Whiskyn's
Whiskyn's és un grup de rock català nascut a Reus (Baix Camp) amb el nom de Whisky'ns Cullons a mitjans de 1992, després de la dissolució del grup Terrat 26 (1989-1991). Els seus components són Joan Masdéu, Manuel Lucio, Gerard Roca i Nando Oterino. També han passat pel grup Xavier Llorach, Jose Luis Sánchez, Cesc Solé i Toni Díaz.
A la primavera de 2009 van anunciar la seva dissolució amistosa i de forma indefinida, després de la gira de concerts de la resta d'any.

## Discografia
- Maqueta (1992)
- Whisky'ns cullons (1994)
- Toc al dos (1996)
- Lila (1997)
- De la nit al dia (1999)
- Lluny (2001)
- On (2004)
- Souvenirs (2005)
- Reus-París-Londres (2007)

Participacions
- Els Joves (1993)
- Com un Huracà (1996)
- Altres cançons de Nadal, 2 (2002)
- Deixa't estimar en català-2 (2002)
- Remixes Global 06 (2006)
- El disc de la Marató (2006)

## Història

### Primers discos
El desembre de 1992 enregistren la seva primera i única maqueta com a Whisky'ns cullons als estudis Entrepins de Tarragona, i el maig de 1993 enregistren el seu primer disc, compartit amb dos grups més (Impresentables i Alta Tensió) sota el títol genèric de "Els joves" (Al·leluia Records). La presentació del disc es fa amb un concert dels tres grups a la sala Zeleste de Barcelona el dia onze de setembre del mateix any. Aquell mateix estiu fan més d'una vintena de concerts per diferents pobles de Tarragona.
L'octubre de 1994 surt al mercat el primer L.P. íntegrament de la banda, que porta per títol el mateix nom del grup: "Whisky'ns cullons" (Al·leluia records). La gravació es realitza als estudis Trama de Badalona.
A començaments de 1996 graven el seu segon disc "Toc al dos" (Al·leluia records) amb producció de Joan Reig (bateria de Els Pets) i on hi destaquen les col·laboracions de Ricard Puigdomènech (guitarrista dels Trogloditas), Xavier Macaya (violinista de Lluís Llach) i Nando Yuste (Camàlics). La presentació del disc se celebra amb un concert a la sala Bikini de Barcelona el 24 d'abril. Paral·lelament, es duu a terme l'enregistrament del vídeo-clip de la cançó "Broker" a càrrec d'Orestes Lara. El grup també col·labora amb la cançó "Home de món" en el disc recopilatori homenatge a Neil Young "Com un Huracà" (DiscMedi), junt amb les formacions més destacades del panorama musical català: Sopa de Cabra, Els Pets, etc. La ruta de concerts de "Toc al dos" finalitza a finals d'estiu de 1997 amb un balanç de més de seixanta concerts per arreu del Principat, País Valencià i Illes Balears.

### Canvi de discogràfica i de nom
El grup canvia de companyia discogràfica i signa contracte amb DiscMedi. Al mateix temps també canvia d'oficina de contractació i fitxa per RGB Management. Durant la tardor d'aquest mateix any enregistren el seu tercer disc: "Lila" (DiscMedi), als estudis Aurha d'Esplugues de Llobregat sota la producció artística del guitarrista Marc Grau i el bateria de Els Pets, Joan Reig. La presentació oficial del disc se celebra a la Sala Bikini de Barcelona el 26 de març. Paral·lelament s'enregistra el vídeo-clip del primer single: "Guia'm". La gira de l'any 1998 compta amb un total de 40 concerts pel Principat de Catalunya i illes Balears dels que cal destacar els realitzats a: Doctor Music Festival, Música Viva de Vic, Fira del Disc de Barcelona, Reus i Girona, Sala Bikini, Senglar Rock de Prades. A partir d'aquest tercer disc el grup decideix escurçar-se el nom i passa a dir-se Whiskyn's. El gener del 1999 comencen una gira acústica pels teatres d'arreu de Catalunya que durarà fins al mes de juny.
A l'estiu de 1999 any es reprenen els concerts elèctrics de la gira "Lila" i simultàniament es comença la preproducció del quart disc titulat "De la nit al dia". La gravació la realitza Maurizio Tonelli als estudis Aurha d'Esplugues de Llobregat, durant el mes de setembre'99, sota la producció artística de Josep Thió (Sopa de Cabra). El disc compta amb col·laboracions destacades com la de Lluís Gavaldà (Els Pets). "De la nit al dia" surt al mercat a mitjans d'octubre '99. La gira acaba el setembre amb un balanç total (2000-2001) de 65 concerts, destacant a la Plaça Major del Mercat de la Música Viva de Vic davant de 15.000 persones i al 25è aniversari de Diari Avui al Palau Sant Jordi de Barcelona davant de 14.000 persones.
Durant tot el mes de setembre de 2001 el grup enregistra "Lluny", el seu cinquè disc, sota la producció artística de Josep Thió. Les mescles i mastering es realitzen als estudis Music Lan d'Avinyonet de Puigventós durant la primera quinzena d'octubre 2001. L'enginyer de so és Joan Trayter. Surt al mercat al novembre del mateix any i paral·lelament comença a Reus la "Gira Lluny 01-02" que portarà de nou al grup per tota la geografia catalana.
La primavera 2002 Whiskyn's compleixen el 10è aniversari com a formació i ho celebren amb un concert especial a L'Espai de Barcelona el 26 de maig del 2002 acompanyats d'un seguit de convidats de luxe, tots ells components de les principals bandes de l'escena musical catalana, amb qui Whiskyn's han compartit cartell diverses vegades al llarg d'aquests deu anys i que en aquesta ocasió els ajuden a repassar les cançons més representatives de la banda. Els músics convidats són: Lluís Gavaldà i Joan Reig (Els Pets), Pemi Fortuny (Lax'n' Busto), Gossos, Ricard Puigdomènech (Los Trogloditas), Josep Thió (Sopa de Cabra), Titot (Brams).
Whiskyn's són els escollits per a inaugurar, el mes d'octubre, el Primer Circuit Català de Sales, que es posa en marxa gràcies a la iniciativa de Ressons i ASACC i que duu al grup a tocar per tretze de les millors sales de concerts de Catalunya. L'any 2002 es tanca amb un balanç de 50 concerts de la "Gira Lluny" dels que, a part dels realitzats per tota la geografia catalana, en destaquen els que el grup fa, per primer cop, fora dels Països catalans a poblacions com ara Cáceres i Badajoz. El desembre d'aquest any s'edita el disc de nadales "Altres cançons de Nadal, 2" (Música Global) en el que el grup hi participa amb la cançó inèdita "Nadal en soledat", composta expressament per a l'ocasió.

### Nou canvi de discogràfica
El grup fitxa per a Musica Global, qui publica On. Durant tot el desembre de 2003 el grup es concentra als estudis Tívoli del Vendrell per gravar el seu nou disc (el sisè de la seva trajectòria) sota la producció artística de Pemi Rovirosa i mesclat per Marc Parrot als estudis Grabaciones Silvestres. La producció del disc finalitzarà als estudis Impact Mastering on es fa el masteing del disc. El disc es titula On, ja que aquest és un clar posicionament del grup tant musicalment com pel que fa al missatge de les lletres.
A finals del mateix mes d'octubre el grup edita Souvenirs (Música Global), el seu setè i nou disc gravat durant l'estiu d'aquest mateix any. Souvenirs consolida el grup com a compositors d'exquisites melodies en cançons on les guitarres, unes bases rítmiques crues, les harmonies vocals i els sintetitzadors hi tenen un paper molt important. La producció artística feta a mida. Una producció crua, despullada i al mateix temps plena de detalls que, dirigida per Pemi Rovirosa, gravada per Jesús Rovira i mesclada i masteritzada per Marc Parrot, esdevé la més transgressora de la discografia del grup. Souvenirs compta amb la col·laboració de diversos músics convidats, com són: Marc Ros (Sidonie), Alba Pellissé (violins), Caterina Comes (violes), David Ferrés (cellos), i Jaume Aguza (acordió). Tots els teclats i sintetitzadors han estat gravats per Àngel Santiago, que acompanyarà en directe durant la gira. El dia 1 de novembre de 2005 es dona el tret de sortida a la Gira Souvenirs 2005-2006 amb un concert de presentació del disc celebrat a les barraques de Girona, dins el marc de les festes de Sant Narcís.
El grup participa en la Marató de TV3 amb l'edició del disc de la marató, en el que presenten una versió de Gaudeix del silenci, original del Depeche Mode.

## Premis
- Guanyadors del certamen de promoció musical UT-93 Música (1992)
- Guanyadors del concurs musical tarragoní "Canya'n'roll 94" (1994)
- Els més populars del '99 (1999) de la Cadena Cope-Cadena 100
- Premi Enderrock a "La millor portada de disc" (2000)